# بطولة ويمبلدون 1963
قائمة ببطولات ويمبلدون لسنة 1963:

## فردي رجال
تشك ماكنلي هزم  فريد ستول. النتيجة: 9-7 6-1 6-4

## فردي سيدات
مارغريت كورت هزمت  بيلي جين كينغ. النتيجة: 6-3, 6-4